# Jean-Jacques Dessalines
Jean-Jacques Dessalines (ur. 20 września 1758 w Grande-Rivière-du-Nord, zm. 17 października 1806 w Pont-Rouge) – haitański polityk, w latach 1804–1806 jako Jakub I cesarz Haiti.

## Historia życia
Dessalines pochodził z niskich warstw społeczeństwa ówczesnej francuskiej kolonii Saint-Domingue, znajdującej się w zachodniej części wyspy Hispaniola. Został żołnierzem w kolonialnej armii francuskiej, później jednak wyrósł na jednego z przywódców antykolonialnego powstania, które doprowadziło do niepodległości Haiti. Po schwytaniu w 1802 Toussainta L’Ouverture, jednego z dowódców powstania niewolników, Dessalines został faktycznym głównodowodzącym wojsk powstańczych, mając już rangę generała.
18 października 1803 Dessalines dowodził armią, która zwyciężyła w bitwie pod Vertières nad francuską armią kolonialną dowodzoną przez generała de Rochambeau. Niedługo po zwycięstwie, 1 stycznia 1804 w Gonaïves Dessalines proklamował niepodległość Haiti, zrywając z Francją, dotychczasową potęgą kolonialną. Haiti stało się wówczas drugim po Stanach Zjednoczonych niepodległym państwem na zachodniej półkuli.
W nowym państwie Dessalines obwołany został dożywotnim gubernatorem generalnym, a 22 września 1804 jako Jakub I ogłosił się cesarzem Haiti. Został koronowany 8 października 1804 roku. Rządzone przez niego cesarstwo miało ogromne kłopoty wewnętrzne, wynikłe przede wszystkim z trudnej sytuacji gospodarczej. Dotychczasowe plantacje, na których pracowali niewolnicy, zostały uwłaszczone, co w dalszej perspektywie wywołało międzynarodowy skandal i silne naciski mocarstw kolonialnych, by spłacić wywłaszczonych właścicieli ziemskich.
W kraju tymczasem narastało niezadowolenie z okrutnych rządów Dessalinesa. W wymierzonym przeciwko niemu spisku udział wzięli między innymi Henri Christophe oraz Alexandre Pétion. Jakub I został zamordowany przez swoich żołnierzy 17 października 1806 w miejscowości Pont-Rouge (Czerwony Most), niedaleko Port-au-Prince. Dziś miejsce to, znajdujące się na peryferiach haitańskiej stolicy, upamiętnia pomnik Dessalinesa.
Zabójstwo Dessalinesa doprowadziło do napięć między kreolską i afrykańską ludnością Haiti, a w konsekwencji do podziału państwa na dwie części, północną i południową.
Nazwisko Dessalinesa pozostało w tradycyjnym tytule haitańskiego hymnu, La Dessalinienne. Miasto w Haiti, położone w departamencie Artibonite nosi nazwę Dessalines na cześć cesarza.